# Steinernes Meer
Le Steinernes Meer (en français, « Mer de pierre ») est un chaînon montagneux karstique présentant de vastes plateau dans les Préalpes orientales septentrionales. En tant que l'un des neuf chaînons des Alpes de Berchtesgaden, le Steinerne Meer appartient en partie à la Bavière et en partie au Land de Salzbourg. Ses plus hauts sommets se trouvent dans sa partie méridionale (le Selbhorn à 2 655 m d'altitude, le Schönfeldspitze à 2 653 m).

## Géographie

### Situation
Au nord-ouest, se trouvent le Hochkalter et le Watzmann, au nord-est le Hagengebirge (de) et au sud-est le Hochkönig. Avec une superficie d'environ 160 km2, c'est le plus grand chaînon des Alpes de Berchtesgaden. 55 km2 sont au-dessus de 2 000 mètres d'altitude. Vers le sud, les montagnes descendent abruptement dans le bassin de Saalfelden. Immédiatement au nord se trouve le Königssee.
La partie bavaroise du Steinernes Meer fait partie du parc national de Berchtesgaden, la partie autrichienne de la réserve naturelle de Kalkhochalpen.

### Topographie
Les formations calcaires karstiques de Dachstein façonnent le paysage. Environ 800 grottes ont été répertoriées. Le caractère distinctif du plateau du Steinernes Meer au-dessus d'une altitude de 2 000 m est également typique : 50 sommets, c'est-à-dire la quasi-totalité, ont une altitude de 2 000 à 2 600 m, seuls une dizaine de sommets étant plus bas ; la proéminence et l'isolation topographique moyennes des pics sont faibles, seules quelques montagnes se détachent nettement du plateau.
Dans l'ensemble, le plateau descend du sud au nord. Au nord, il y avait un certain nombre d'alpages, qui sont tous abandonnés (par exemple l'Oberlahneralm).

#### Sommets principaux

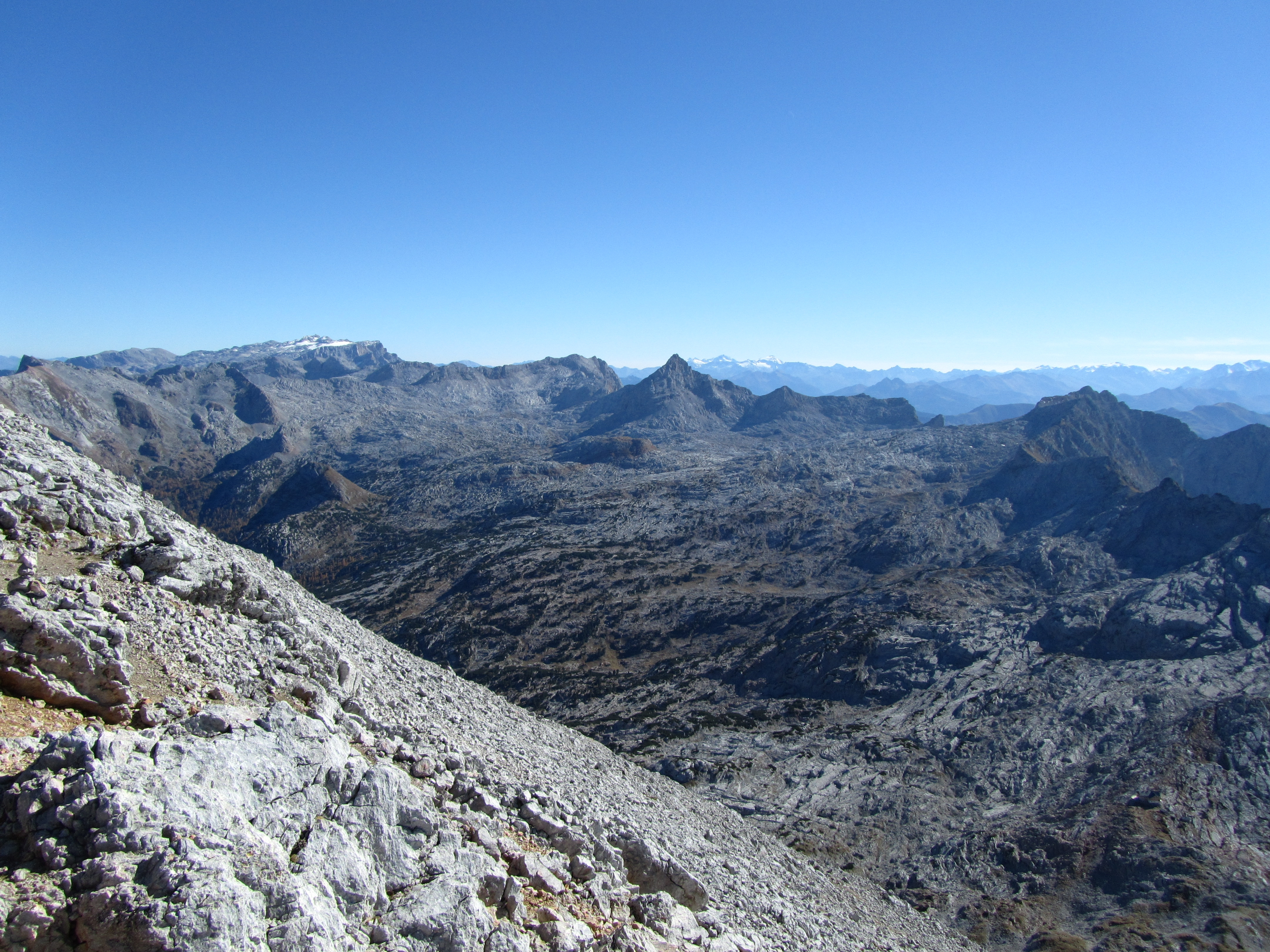
Vue à partir du Grosser Hundstod sur le plateau du Steinernes Meer.

Vue du Steinernes Meer depuis le Seehorn. À gauche, le Grosser Hundstod ; derrière, à peine visibles sur l'horizon, le Funtenseetauern, le Grießkogel et le Hochkönig ; plus bas, selon l'angle de vue, le Viehkogel et le Schottmalhorn ; plus loin, en revenant sur l'horizon, le Selbhorn, le Schönfeldspitze ; enfin le Mitterhorn, le Breithorn et le Persailhorn.

Le sommet le plus connu du Steinerne Meer est le Schönfeldspitze (2 653 m) à l'extrémité sud du côté du Pinzgau, dont la pyramide sommitale est également visible depuis Berchtesgaden et est l'un des points de repère de l'arrondissement du Pays-de-Berchtesgaden.
Liste non exhaustive, classée par hauteur du sommet :
- Selbhorn, 2 655 m
- Schönfeldspitze, 2 653 m
- Brandhorn, 2 610 m
- Grosser Hundstod, 2 594 m
- Langeck, 2 593 m
- Funtenseetauern, 2 578 m
- Wildalmkirchl, 2 578 m
- Schareck, 2 567 m
- Schwarze Schneid, 2 565 m
- Poneck, 2 559 m
- Grießkogel, 2 543 m
- Graskopf, 2 519 m
- Wildalmrotkopf, 2 517 m
- Breithorn, 2 504 m
- Mitterhorn, 2 491 m
- Wurmkopf, 2 451 m
- Reißhorn, 2 412 m
- Schindlkopf, 2 356 m
- Alpriedelhorn, 2 351 m
- Persailhorn, 2 347 m
- Seehorn, 2 321 m
- Schneiber, 2 330 m
- Laubwand, 2 312 m
- Kleiner Hundstod, 2 263 m
- Schottmalhorn, 2 233 m
- Großes Palfelhorn, 2 222 m
- Viehkogel, 2 158 m

### Climat
Le lac Funten, dans une vallée au milieu du Steinernen Meer, est le point le plus froid de l'Allemagne.

## Activités

### Randonnée
Une vingtaine de sommets sont accessibles par un sentier de randonnée balisé. L'usage touristique est concentré sur quelques destinations, et certains sommets sont rarement gravis.
La partie occidentale du Steinernen Meere est accessible aux randonneurs et aux alpinistes à travers quatre refuges du Club alpin. Côté allemand, il s'agit du Kärlingerhaus (1 630 m) et du côté autrichien le Riemannhaus (2 177 m), l'Ingolstädter Haus (2 119 m) et le refuge Peter Wiechenthaler (1 707 m). Dans la partie orientale moins accessible, les alpinistes en dessous du Wildalmkirchl ont un bivouac (2 457 m) comme base et abri d'urgence. Dans le Röth, dans la transition vers les Hagengebirge, le Wasseralm (1 423 m) propose pendant la saison estivale un hébergement pour la nuit.

### Spéléologie
Le plus grand système de grottes à ce jour dans la partie allemande du Steinerne Meer est le Salzgrabenhöhle (de), dont une seule entrée est connue à ce jour. Celui-ci est situé du côté nord du Simetsberg, à environ 350 m au-dessus du Königssee. Cette grotte est gardée sous clé par l'administration du parc national.
Un système de grottes difficile d'accès est le Kolkbläser-Monster Höhlensystem (de), dont la première entrée fut découverte dans la face sud du Schindlkopf. C'est un système avec une étendue actuellement connue de 44,5 km de longueur et 723 m de profondeur.